# Owen Lee Griffiths
Owen Lee Griffiths (* 17. Juni 1957 in Sydney, New South Wales) ist ein australisch-stämmiger Malakologe, Unternehmer und Naturschützer, der auf Mauritius lebt.

## Leben
Griffiths ist der Sohn von Maurice Arthur Griffiths und dessen Frau Janice Rose. Er absolvierte die Sydney Grammar School und hat einen Bachelor-Abschluss in Zoologie von der University of New South Wales. Anschließend wurde er Mitarbeiter im Australian Museum, wo er sich der Malakologie und der Entomologie widmete. Im Dezember 1982 heiratete er die mauritische Biologin Mary Ann Stanley, mit der er zwei Söhne hat. 1984 zog er nach Mauritius, wo er im selben Jahr in Rivière-des-Anguilles das Unternehmen Bioculture gründete, das auf die Zucht von pathogenfreien Javaneraffen für Forschungseinrichtungen spezialisiert ist. 1985 gründete er mit seiner Frau die La Vanille Crocodile Farm, die etwa 2000 Nilkrokodile beherbergt. Er leitet auch den Verlag Bioculture Press, der naturgeschichtliche Schriften publiziert. Seit 1995 ist er Mitglied der IUCN Mollusc Specialist Group. 2002 gründete Griffiths die Naturschutzorganisation Biodiversity Conservation Madagascar, die mit lokalen Gemeinschaften und Behörden zusammenarbeitet, um ökologische Stätten mit hohem Biodiversitätswert zu schützen. 
Griffiths beschrieb mehr als 100 rezente und subfossile Schneckenarten aus Australien, den Maskarenen, den Seychellen und Madagaskar. Er ist Co-Autor oder Mit-Herausgeber der Bücher A field guide to the non-marine molluscs of the Mascarene Islands: (Mauritius, Rodrigues and Réunion) and the northern dependencies of Mauritius (mit Vincent Florens, 2006), Butterflies of Mauritius (2007) sowie der beiden Bände von Australian Land Snails (2011, 2018), die mit der Whitley Medal der Royal Zoological Society of New South Wales ausgezeichnet wurden. 
Griffiths ist im Commonwealth Jewish Council vertreten.

## Dedikationsnamen
Nach Griffiths sind die Süßwasserschnecke Fluvidona griffithsi, die Landschneckenarten Alpinipupina griffithsi, Cyathopoma griffithsi, Cyclotus griffithsi, Omphalotropis griffithsi,  Eurystyla griffithsi und Imperturbatia griffithsi, die Seeschneckenart Peronia griffithsi, die Lippfischart Iniistius griffithsi sowie die Griffiths-Langflügelfledermaus (Miniopterus griffithsi) benannt.